# Parlamentswahl in Äthiopien 2010
Die Parlamentswahlen in Äthiopien 2010 fanden am 23. Mai des Jahres statt. Zur Wahl standen alle Sitze des Volksrepräsentantenhauses und  der einzelnen Parlamente der eigenständigen Regionen.
Nach Angaben der Nationalen Wahlkommission Äthiopiens erlangte die Partei Revolutionäre Demokratische Front der Äthiopischen Völker (EPRDF)  von Ministerpräsident Meles Zenawi über 90 Prozent der zur Wahl stehenden Sitze im Volksrepräsentantenhaus. Dieses Ergebnis wurde jedoch von oppositionellen Parteien wie  der Koalition Forum für Demokratischen Dialog (FDD) angezweifelt, insgesamt bezeichnete sie die Wahl als Betrug und forderte deren Wiederholung.
Es waren die vierten Wahlen zum nationalen Parlament seit dem Sturz des Regimes von Mengistu Haile Mariam.

## Verlauf
Laut der Wahlbeobachter-Mission der Europäischen Kommission verliefen Wahltag und vorhergehende Kampagnen allgemein friedlich. Das Wahlgeheimnis wurde geachtet, die Wahlbeteiligung war hoch und die Medienberichterstattung verlief neutral. Sie bemängelte die unscharfe Trennung von Regierungspartei und lokaler Administration, die uneinheitliche Anwendung von Wahlprozessen, die fehlende Repräsentation von Frauen in den politischen Parteien und die Verwendung von staatlichen Ressourcen für Aktivitäten der regierenden Partei.
Die Opposition beklagte hingegen Einschüchterungen ihrer Kandidaten und Anhänger, Festnahmen von politischen Gegnern und die gezielte Verweigerung von Stimmzetteln.

## Ergebnisse
Das vorläufige Ergebnis ergab 499 Sitze für die EPRDF, 35 Sitze für mit der EPRDF verbündete Parteien und 2 Sitze für das FDD.
Die Nationale Wahlkommission hat dieses Ergebnis am 21. Juni 2010 größtenteils bestätigt: vorher hatte die Opposition 2 Sitze, nachher hatte sie nur noch einen Sitz.
Dem amtlichen Endergebnis zufolge gewannen die Regierungsparteien und ihre verbündeten regionalen Regierungsparteien zusammen insgesamt 545 von 547 Parlamentssitzen, während die Opposition und unabhängige Parteien jeweils einen Sitz erhielten. Die Kandidaten der größten Oppositionsallianz Medrek (FDD) hatte dabei zwar etwa 30 % der Stimmen erhalten, wegen des Mehrheitswahlrechts gingen jedoch fast alle Sitze an die Regierungskoalition.
- EPRDF: 499
- SPDP: 24
- BGPDUF: 9
- ANDP: 8
- Sonst. und Unabh.: 7

| Partei oder Koalition | Sitze | Anteil der Sitze |
| --- | ----- | ---------------- |
| Revolutionäre Demokratische Front der Äthiopischen Völker (EPRDF) - Volksbefreiungsfront von Tigray - National-Demokratische Bewegung der Amharen - Demokratische Organisation des Oromovolkes - Demokratische Bewegung der Südäthiopischen Völker | 499   | 91,2 %           |
| Demokratische Partei des Somali-Volkes (SPDP) | 24    | 4,4 %            |
| Demokratische Einheitsfront der Völker von Benishangul-Gumuz (BGPDUF) | 9     | 1,6 %            |
| Nationale Demokratische Partei der Afar (ANDP) | 8     | 1,5 %            |
| Demokratische Bewegung der Völker Gambellas (GPDM) | 3     | 0,5 %            |
| Nationalliga der Harari | 1     | 0,2 %            |
| Demokratische Bewegung des Argobba-Volkes | 1     | 0,2 %            |
| Forum für Demokratischen Dialog: - Vereinigte Äthiopische Demokratische Kräfte - All-Amhara-Volksorganisation - Revolutionäre Demokratische Einheitsfront der Afar - Äthiopische Demokratische Einheitspartei - Revolutionäre Äthiopische Volkspartei - Gesamtäthiopische Sozialistische Bewegung - Äthiopische Sozialdemokratische Partei - Oromo-Volkskongress - Demokratische Koalition der Südäthiopischen Völker - Einheit für Demokratie und Gerechtigkeit - Föderalistische Demokratische Oromo-Bewegung - Somali Democratic Alliance Forces - Union of Tigrians for Democracy and Sovereignity | 1     | 0,2 %            |
| Unabhängige | 1     | 0,2 %            |